# Sparks (chanson des Who)
Pour les articles homonymes, voir Sparks.
Pistes de Tommy
Amazing Journey Eyesight to the Blind (The Hawker)
Sparks (étincelles) est un morceau instrumental du groupe britannique The Who. Il occupe la 5e de l'opéra-rock Tommy (1969). Le thème ne date pourtant pas de Tommy : on le retrouve sur le titre Rael de The Who Sell Out, sorti trois ans plus tôt en 1967.
Dans le film Tommy, adapté de l'album éponyme, la chanson accompagne la scène où Tommy, interprété par Roger Daltrey, suit son « reflet » dans une casse de voitures, et se met à jouer au flipper.
La remarquable version en concert de Sparks diffère de la version de l'album, notamment dans son instrumentation[réf. nécessaire].
On peut en apercevoir une interprétation dans un célèbre documentaire sur le groupe, The Kids Are Alright en concert au festival de Woodstock en 1969.